# Пиковая дама: Чёрный обряд
«Пиковая дама: Чёрный обряд» — российский фильм ужасов о сверхъестественном режиссёра Святослава Подгаевского на основе жуткого детского фольклора, вышедший в 2015 году. Рабочее название — «Спекулум».

## Сюжет
Разновозрастные подростки Катя, Матвей, Серёжа и Аня устраивают ночные посиделки зимой дома у Кати. Катя рассказывает всем о существовании Пиковой Дамы — злого духа, обитающего по ту сторону зеркал. Даму можно вызвать при помощи специального обряда, который устраивается перед зеркалом. Решив разыграть Аню, ребята устраивают обряд по наущению Кати. В последний момент в комнате что-то происходит, раздается шорох и открывается дверца шкафа.
Через пару дней Матвей приходит к Ане в состоянии страха. Он говорит ей, что ночью слышал звуки и шорохи в своей квартире и видел Пиковую Даму в зеркале, а наутро проснулся без клока волос на затылке. Аня поначалу не верит Матвею и сводит его поведение к розыгрышу, но, когда она уходит на кухню чтобы налить чай, кто-то словно хватает Матвея и начинает его душить. Аня возвращается к себе в комнату и находит задыхающегося парня на полу. Она вызывает «скорую», но Матвей все равно умирает.
У Ани начинается депрессия. При разговоре со своей мамой она говорит той, что видела Пиковую Даму. Рисунки женоподобного монстра в чёрном обличии появляются в её школьной тетради, хотя сама Аня говорит, что их не рисовала. Мать Ани звонит Антону — своему бывшему мужу, с которым развелась шесть лет назад. Антон приезжает в старую квартиру и пытается поговорить с дочерью, но та отвергает его.
Тем временем Серёжа выходит на связь с некой персоной. Он просит его рассказать, как избавиться от Пиковой Дамы. Собеседник Сережи нехотя его инструктирует.
Антон хочет уехать, но машина не заводится. Он пытается завести автомобиль и нечаянно режет ладонь. Приходит Катя и предлагает её перевязать у себя в квартире. Катя перевязывает Антону руку, объясняя ему, кто она и откуда знает его и Аню. Антон просит Катю показать, где они проводили обряд. Вскоре к ним присоединяется Сережа и говорит, что снял Пиковую Даму на видео. Антон не верит подросткам.
Ночью он видит сон, в котором Аня сначала прячется под кровать, где он находит тетрадь с рисунками, а затем слышит её голос на кухне. Там он натыкается на стоящую к себе спиной Аню, а её волосы стрижёт какая-то сущность. Настоящая Аня вдруг появляется из своей комнаты и говорит отцу, что это не она. В этот момент призрак атакует мужчину и тот просыпается. Он видит Пиковую Даму в дверях, зажигает свет, и вместо неё видит Аню. Антон сводит произошедшее к дурному сну.
Родители Матвея зовут всех на похороны. На похоронах отец Ани уходит в туалет, откуда он никак не может выйти. В одном из зеркал он снова видит Пиковую Даму. Из одной из кабинок внезапно выходит работник морга и говорит ему, что вскрытие трупа Матвея показало весьма необычную вещь — на фотографиях по отчету видно, что из тела парня выходит какая-то дымка. Антон встречается с Сережей, и тот показывает ему видео, на котором видно, что подростки разыграли Аню. Но когда Сережа вернулся домой и пересматривал видео в замедленном режиме, он увидел заснятое на видео отражение Пиковой Дамы.
Ребята собираются у Ани на кухне, туда же приходит отец Ани и предлагает как следует все выяснить. Сережа при помощи рации и какой-то тайной связи по скайпу устраивает спекулум (сеанс спиритизма) общения с Дамой, при котором задаются точные вопросы (с ответом «да» или «нет»), а при положительном ответе рация должна шипеть. В результате выясняется, что Даме нужна Аня. Аня напугана, с ней случается истерика, Антон обвиняет ребят в том, что они умышленно напугали его дочь с целью поиздеваться и продолжают издеваться над ней и дальше, после чего Антон уезжает, наказав Ане больше с Катей и Сережей не общаться. Сережа приходит к себе домой и решает принять душ. В душе Сережа видит, как клоки волос вдруг сами выстригаются из его затылка, он выходит из ванной. Вдруг его тело поднимается вверх и со всей силы бьется о стену. Сережа пытается взять телефон, но Пиковая Дама ломает ему пальцы. Сережа умирает от полученных травм.
Узнав, что Сережа скончался, отец Ани берёт свою семью и уезжает из дома в собственную квартиру . Он предлагает Кате уехать с ними, но она отказывается. Через некоторое время на Катю тоже нападает Дама, но той удаётся спастись. Отец Ани выходит на связь с тайной персоной, с которой общался Сережа в своём планшете во время сеанса. Им оказывается бывший врач-терапевт, на досуге увлекающийся оккультизмом. Тот рассказывает родителям Ани о своей связи с Дамой, а также её историю. Профессор соглашается помочь изгнать демона, потому что когда-то Пиковая Дама привела к смерти его собственного сына, на момент смерти бывшего сверстником Ани.
Они проводят обратный обряд, однако всё идёт не по плану и дама переселяется в саму Аню. Через некоторое время демон в теле Ани атакует Катю и собственную мать. В испуге те решают вызвать скорую. В больнице экзорцист говорит родителям Ани, что демона можно изгнать, если ввести тело Ани в состояние клинической смерти. Тогда демон перейдет в тело крысы и останется там. Но, видя, что Дама не выходит, Антон вдруг бросается к ней и Дама переходит в него самого. Экзорцист хватает отца и переманивает демона на себя. После чего он отправляет их наверх, закрыв себя в операционной. Он вкалывает себе токсин, чтобы выгнать злую сущность из себя и сам умирает.
Аня празднует свой день рождения, затем к ним в дверь раздается звонок и там появляется женщина с рекламой, у которой на пальце кольцо. Антон говорит, чтобы она его выбросила, и закрывает дверь. Потом он смотрит в зеркало…

## В ролях
- Алина Бабак — Аня
- Игорь Хрипунов — Антон, отец Ани
- Владимир Селезнёв — экзорцист (профессор-нейролог)
- Валерия Дмитриева — Катя
- Сергей Походаев — Сережа
- Евгения Лоза — Марина, мать Ани
- Валентин Садики — Матвей
- Мария Фомина — девушка с кольцом
- Максим Стоянов — врач
- Наталья Домерецкая — педагог Ани
- Дмитрий Куличков — патологоанатом